# Martin Pilar
Martin Pilar (Brod na Savi, 16. studenog 1861. – Zagreb, 22. travnja 1942.), hrvatski arhitekt.
Završio je Akademiju u Beču. U Zagrebu je radio kod Hermanna Bolléa, u Gradskoj općini i tvrtki "Pilar, Mally, Bauda". 
Izveo je niz stambenih i poslovnih zgrada, škola i crkava, u neorenesansnom ili secesijskom stilu. Proučavao je narodnu graditeljsku baštinu i s J. Holjcem objavio knjigu "Hrvatski građevni oblici". 